# Anachronox
Anachronox – komputerowa gra fabularna wyprodukowana przez Ion Storm i wydana przez Eidos Interactive w 2001 roku.

## Fabuła
Gracz wciela się w bezrobotnego detektywa Sylvestra „Slya” Bootsa, który w obliczu niespłaconych długów gorączkowo szuka zajęcia. Poznaje byłego kustosza muzeum MysTech Grumposa Matavastrosa, z którym rusza w poszukiwaniu pewnego artefaktu. W wyniku kolejnych wydarzeń gracz stanie przed zadaniem odkrycia i powstrzymania tajemniczych sił, które próbują zniszczyć istniejący świat.

## Produkcja
Na początku 1997 roku produkcją Anachronox zajął się Tom Hall. Gra według planów miała być wydana w trzecim kwartale 1998 roku. Niewiele wiadomo o produkcji jako że cała uwaga ściągana była przez Daikatanę. Produkcja przeciągała się przez lata, a Tom Hall miał ten sam problem co John Romero z Daikataną. Początkowo również postawił na engine pierwszego Quake'a i później był problem z przejściem na nowszy silnik. Po wydaniu i finansowej klęsce Daikatany Eidos wymusił natychmiastowe wypuszczenie gry. Efektem tego podzielono historię na dwie części i pierwszą jej część wydano 27 czerwca 2001.

## Odbiór
Gra została dobrze przyjęta przez krytykę, co jednak nie przeniosło się na wielkość sprzedaży. Anachronox nie ustrzegł się błędów, które zostały poprawione w nieoficjalnych patchach stworzonych przez jednego z programistów pracujących nad tytułem.
Słabe wyniki sprzedaży tłumaczy się tym, że Eidos zaoszczędził pieniądze na marketingu i nie wypromował gry przed premierą. Kilka tygodni przed wydaniem pojawiły się plotki, że Ion Storm Dallas został zamknięty, co nie przyczyniło się do poprawienia atmosfery wokół gry. Zamknięcie studia rzeczywiście stało się faktem po premierze Anachronox.